# Leadville Gunslinger
Leadville Gunslinger è un film del 1952 diretto da Harry Keller.
È un western statunitense con Allan Lane, Eddy Waller e Grant Withers.

## Produzione
Il film, diretto da Harry Keller su una sceneggiatura di M. Coates Webster, fu prodotto da Harry Keller, come produttore associato, per la Republic Pictures e girato nell'Iverson Ranch a Chatsworth, Los Angeles, California, da fine ottobre all'inizio di novembre 1951.

## Distribuzione
Il film fu distribuito negli Stati Uniti dal 22 marzo 1952 al cinema dalla Republic Pictures. È stato distribuito anche in Brasile con il titolo Homens do Mal.

## Promozione
Le tagline sono:
- SIX-GUNS WERE HIS SPECIALTY!
- HE WAS "GREASED-LIGHTNING" WITH DEADLY SIX-GUNS!
- Blazing western excitement as "ROCKY" battles wildcat bandits for the fabulous oil fields of Oklahoma!
- War of the Wildcat Bandits!...roaring adventure packed with thrills as the west's toughest marshal tangles with oil-hungry outlaws!